# Josep Albertí i Busquets
Josep Albertí i Busquets (Blanes, Selva, 20 de març de 1919 – Girona, 31 de gener de 1996) fou un compositor de sardanes, i instrumentista de piano, trombó de pistons i flabiol.
Va començar a actuar amb la cobla-orquestra Casablanca de Girona l'any 1945, passant a la cobla-orquestra L'As d'Anglès, en la que seria la darrera temporada d'aquesta formació, 1946-1947. Vinculat essencialment amb la cobla-orquestra La Selvatana de la qual va ser director, instrumentista i arranjador des de la temporada 1947-1948 fins a la temporada 1959-1960, la seva producció compositiva es va centrar justament en el període en què va actuar amb aquesta formació. Algunes de les seves sardanes li van proporcionar una popularitat molt àmplia, encara que també fou autor de música lleugera. De la trentena de sardanes que va escriure, Blanes festiu (1947) li donà molta popularitat; també en destaca Al·legoria, considerada una obligada de cobla.
Es va casar amb Sara Ballescà i Molins (1920-2003).